# Новолуганська сільська рада
| Новолуганська сільська рада — орган місцевого самоврядування у Бахмутському районі Донецької області з адміністративним центром у селищі Новолуганське. Сільській раді підпорядковані населені пункти: - с-ще Новолуганське - с-ще Доломітне - с. Семигір'я - с-ще Травневе - с-ще Гладосове Рада складається з 20 депутатів та голови. \| ПІБ \| Основні відомості \| Дата обрання \| Дата звільнення \| \| ----------------------------- \| -------------------------------------------------------------------- \| ------------ \| --------------- \| \| Руденко Валерій Володимирович \| Сільський голова, 1953 року народження, освіта, член Партії регіонів \| 26.03.2006 \| 31.10.2010 \| \| Саркісов Костянтин Юрійович \| Сільський голова, 1971 року народження, освіта вища, безпартійний \| 31.10.2010 \| \| Примітка: таблиця складена за даними джерела 1. - Картка ради на сайті ВРУ [Архівовано 5 листопада 2016 у Wayback Machine.] |                                                                      |              |                 |
| ПІБ | Основні відомості                                                    | Дата обрання | Дата звільнення |
| Руденко Валерій Володимирович | Сільський голова, 1953 року народження, освіта, член Партії регіонів | 26.03.2006   | 31.10.2010      |
| Саркісов Костянтин Юрійович | Сільський голова, 1971 року народження, освіта вища, безпартійний    | 31.10.2010   |                 |